# Iraq Campaign Medal
Die Iraq Campaign Medal war eine militärische Auszeichnung der US-Streitkräfte, die auf Anweisung von George W. Bush am 28. Mai 2004 eingeführt wurde. Die Afghanistan Campaign Medal wurde am selben Tag eingeführt. Das Design des Ordens stammt vom U.S. Army Institute of Heraldry. Die Auszeichnung wurde in dem Zeitraum von Juni 2005 bis zum 31. Dezember 2011 verliehen.
Die Auszeichnung wurde an Angehörige der US-Streitkräfte verliehen, die ihren Dienst im Irak und dessen Hoheitsgewässern ableisteten. Um diese Auszeichnung zu erlangen, musste ein Soldat mindestens 30 aufeinander folgende Tage oder insgesamt mindestens 60 Tage in dem vorgeschriebenen Gebiet seinen Dienst verrichten. Der Orden wurde rückwirkend zum 19. März 2003 verliehen, so dass auch Soldaten die Iraq Campaign Medal erhielten, die vor dem offiziellen Vergabedatum (Juni 2005) im Irak gedient hatten. Die Vergabe des Ordens war auf die Dauer der Operation Iraqi Freedom begrenzt.
Soldaten, die im Irakeinsatz noch vor der festgeschriebenen Einsatzdauer von 30 Tagen verstarben oder verwundet wurden, bekamen den Orden ebenfalls verliehen. Es machte keinen Unterschied, ob ein Soldat durch einen Unfall oder durch Feindeinwirkung zu Schaden kam.